# Estadio Luis Franzini
El Estadio Luis Franzini está ubicado en el Parque Rodó, en Montevideo capital del Uruguay. En este estadio Defensor Sporting juega sus partidos como local. Tiene una capacidad para 16 000 espectadores sentados. 

## Historia

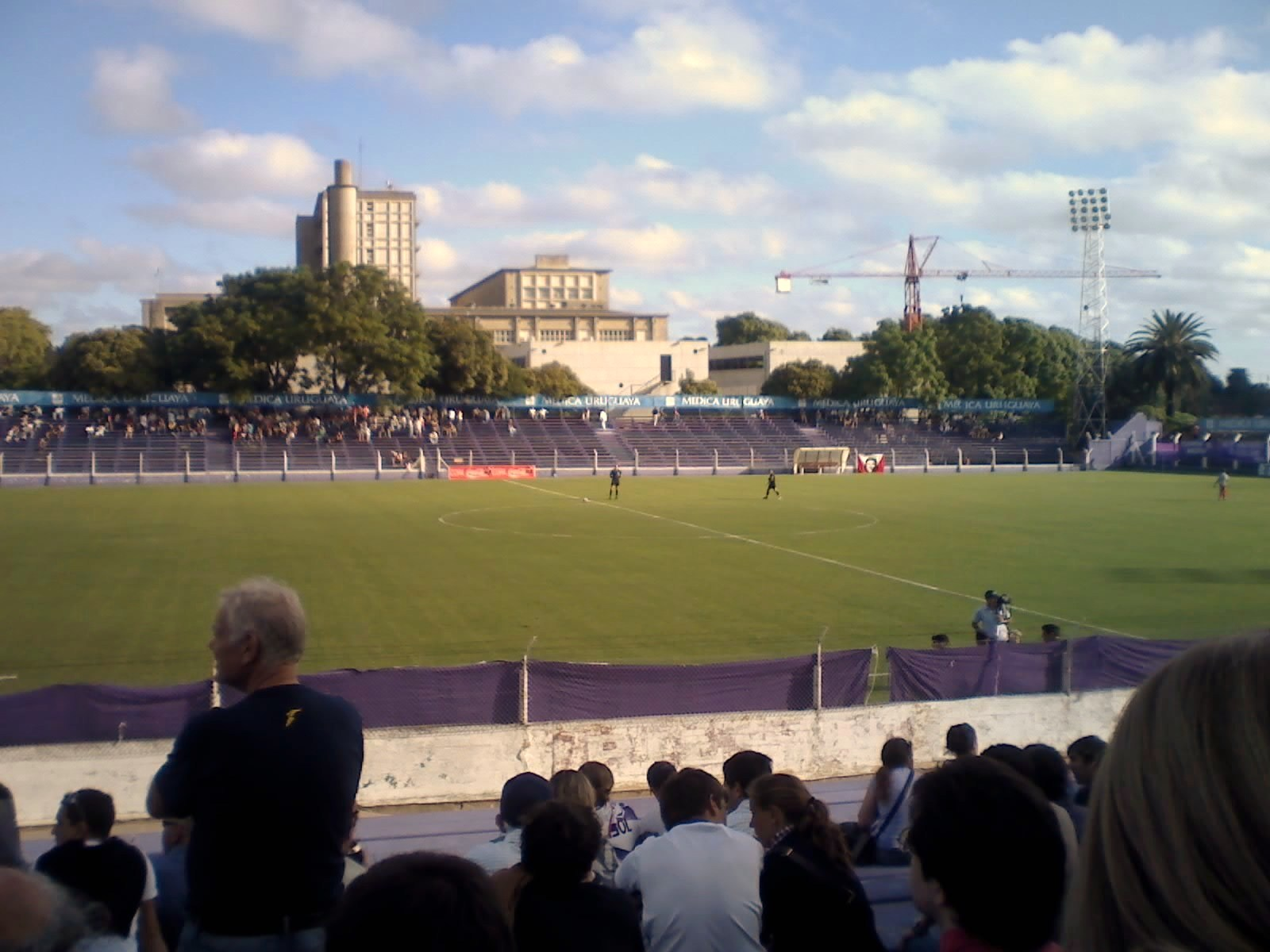
Partido entre Defensor Sporting y Tacuarembó.

El estadio se llama así en reconocimiento a Luis Franzini, que fue expresidente del club por dos períodos. Su primer mandato fue entre 1925 hasta 1935, y en segundo lugar, desde 1941 hasta su muerte, en 1962.  El estadio fue remodelado en 1998.
El 25 de septiembre de 1983 fue escenario la manifestación de estudiantes, quienes marcharon por calles de Montevideo hasta terminar en el concentrados en el Franzini en un multitudinario acto, siendo un hito importante en la lucha contra la dictadura militar del paìs, denominado la marcha estudiantil del 83 .
Debido a sus buenas condiciones no solo Defensor Sporting utiliza este estadio como local tanto para el Campeonato Uruguayo como para torneos internacionales, sino que también ha sido usado por algunos equipos uruguayos para disputar la Copa Libertadores o la Copa Sudamericana. Siendo uno de los escenarios con mayor rodaje Internacional en los últimos años de Uruguay.  Además se fue designado como escenario para finales de torneos locales,  también fue sede de otras disciplinas se organizaron 2 torneos de Rugby, el sudamericano de Rugby A del año 2003 y la Copa Intercontinental del 2004.

## Tribunas
La tribuna principal se llama Punta Carretas, tribuna donde se ubica la hinchada local, tanto la platea como la barra detrás del arco, es denominada "Platea Punta Carretas". Se ubica al norte, sobre la calle Sarmiento. 
Al oeste, sobre el Parque Rodó, está la tribuna 25 de julio de 1976, fecha en la cual se consiguió el primer título nacional de la institución. Esta tribuna es pocas veces habilitada debido a su capacidad. 
La tribuna colindante con la Facultad de Ingeniería es la tribuna Ghierra, en honor a Alfredo Ghierra fundador del club en 1913. Es capaz de albergar 3020 espectadores.
Por último, se encuentra la tribuna 6 de Agosto, ubicada al este, sobre la calle Herrera y Reissig

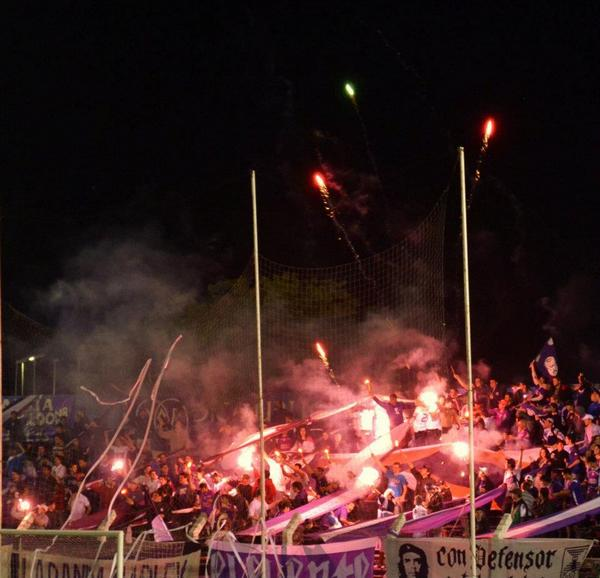
Imagen de la hinchada de Defensor en el estadio.

## Finales y como sede neutra
El estadio ha sido escogido por AUF como escenario para distintos encuentros de finales o de desempates del futbol uruguayo entre ellos, se jugó una Liguilla Pre-Libertadores de América íntegramente en el escenario violeta, además una  semifinal y una de las finales por el Campeonato Uruguayo de Primera División de 2014-15 entre Wanderers y Danubio, en 2019 albergo la final del Torneo Intermedio entre Liverpool y River Plate

## Torneos internacionales
El escenario violeta es utilizado  es utilizado para sus partidos internacionales como local,  Además ha sido usado por algunos equipos uruguayos para disputar la Copa Libertadores o la Copa Sudamericana, como por ejemplo: El Tanque Sisley, River Plate, Danubio, Rentistas y Juventud. Debido a las buenas condiciones del césped y de iluminación lumínica. Es uno de los escenarios con más juegos internacionales en el país en los últimos años.     
Si bien es escenario no cuenta con la capacidad para albergar instancias finales de estos torneos de Conmebol, las máximas instancias que albergo fueron los  Octavos de final Copa Libertadores 2014 con Defensor Sporting venciendo a The Strongest y Cuartos de final de Copa Conmebol Sudamericana también con el conjunto local empatando en esta ocasión con Huracán.

## Rugby
El escenario del conjunto violeta junto al Country Los Teros, en Ciudad de la Costa fueron en el año 2003 escenario del  Sudamericano de Rugby A. El cual terminaría con la obtención del título para la Selección Argentina.  En el año 2004 fue la sede presentada por Selección de rugby de Uruguay como escenario para la Copa Intercontinental 2004 (rugby), torneo el cual culminaría con la obtención del título para la Selección Uruguaya  siendo el primer título oficial para la selección denominada "los Teros". El escenario presenció los partidos de la celeste frente a las selecciones europeas  Georgia y Portugal, coronándose campeona ante la última mencionada.

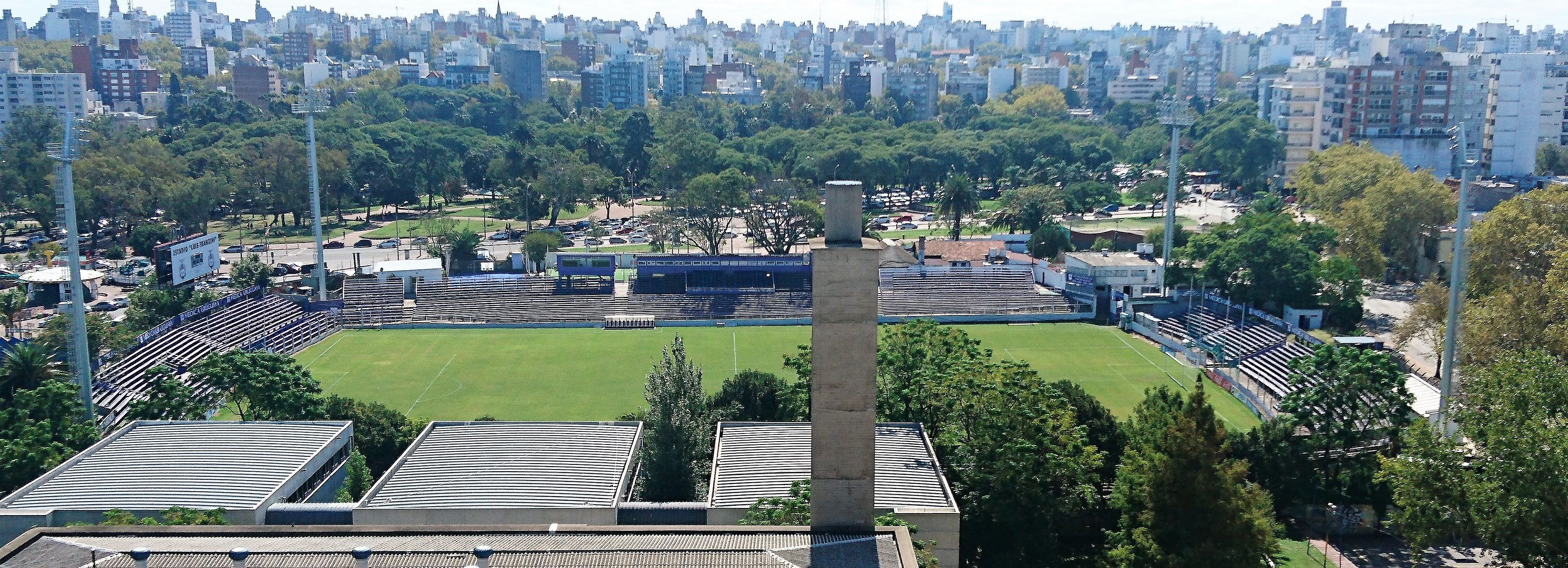
Estadio Luis Franzini visto desde la Facultad de Ingeniería (Universidad de la República).

Copa Intercontinental
| 30 de octubre | Uruguay | 17 - 7  | Georgia | Estadio Luis Franzini, Montevideo, Uruguay                           |                                                                      |
|               |         | Reporte |         | Asistencia: 2 000 espectadores Árbitro(s): Marcelo Toscano Argentina | Asistencia: 2 000 espectadores Árbitro(s): Marcelo Toscano Argentina |

| 6 de noviembre | Uruguay | 30 - 3  | Portugal | Estadio Luis Franzini, Montevideo, Uruguay |                              |
|                |         | Reporte |          | Árbitro(s): Jaime Vial Chile               | Árbitro(s): Jaime Vial Chile |

- Uruguay ganó el título.